# هان سان سو
هان سان سو (انگلیسی: Han Sun-soo) (زاده ۱۶ دسامبر ۱۹۸۵) بازیکن والیبال اهل کره جنوبی؛ عضو تیم ملی والیبال کره جنوبی و باشگاه اینچئون ایر جامبوس است.
سو به همراه تیم ملی کره به مدال برنز بازی‌های آسیایی ۲۰۱۰ رسید.